# فراگا
فراگا (به اسپانیایی: Fraga) یک دهستان در اسپانیا است که در استان اوئسکا واقع شده‌است. فراگا ۴۳۷٫۶۴ کیلومتر مربع مساحت و ۱۴٬۹۲۶ نفر جمعیت دارد و ۱۱۸ متر بالاتر از سطح دریا واقع شده‌است.

## خواهرخوانده
شهرهای تاراسکون و Catarina خواهرخوانده‌های فراگا هستند.